# Metadiplogaster inaeguidens
Metadiplogaster inaeguidens är en rundmaskart. Metadiplogaster inaeguidens ingår i släktet Metadiplogaster och familjen Diplogasteridae. Inga underarter finns listade i Catalogue of Life.